# Dick Hemric
Ned Dixon Hemric, dit Dick Hemric, né le 29 août 1933 à Jonesville en Caroline du Nord et mort le 3 août 2017 à Akron (Ohio), est un joueur américain de basket-ball.
Il évolue durant sa carrière au poste d'ailier fort.

## Palmarès
- NCAA College Basketball AP All-America Third Team en 1954[2]
- NCAA College Basketball AP All-America Second Team en 1955[2]
- Champion NBA en 1957 avec les Celtics de Boston